# ТЕС Гогнагар
23°35′52″ пн. ш. 90°29′8″ сх. д. / 23.59778° пн. ш. 90.48556° сх. д.
ТЕС Гогнагар — теплова електростанція у Бангладеш неподалік від південно-східної околиці Дакки, створена компанією Digital Power and Associates (відноситься до Orion Group).
У 21 столітті на тлі стрімко зростаючого попиту у Бангладеш почався розвиток генеруючих потужностей на основі двигунів внутрішнього згоряння, які могли бути швидко змонтовані. Зокрема, в 2014-му у Гогнагарі почала роботу електростанція компанії Digital Power and Associates. Вона має 12 генераторних установок Wartsila W20V32 потужністю по 8,9 МВт. За договором із державною електроенергетичною корпорацією Bangladesh Power Development Board майданчик Digital Power and Associates має гарантувати поставку 102 МВт електроенергії.
Як паливо станція використовує нафтопродукти, доставка яких може відбуватись по річці Буріганга. Комплекс ТЕС включає сховище для зберігання пального із двох резервуарів по 4 тис. м³ кожен.
Видача продукції відбувається по ЛЕП, розрахованій на роботу під напругою 132 кВ.